# Luigi Barriello
Luigi Barriello (Cerignola, 9 novembre 1915 – Bardia, 3 gennaio 1941) è stato un militare italiano, decorato con la medaglia d'oro al valor militare alla memoria durante la seconda guerra mondiale.

## Biografia
Nacque a Cerignola, provincia di Foggia, il 9 novembre 1915, all’interno di una famiglia di agricoltori. Richiamato alle armi nel Regio Esercito nel marzo 1938, fu assegnato all’artiglieria. Trasferito in Africa settentrionale, entrò in servizio presso il 45º Reggimento artiglieria della 63ª Divisione fanteria "Cirene" di stanza in Tripolitania. Assegnato al I Gruppo di manovra frequentò alcuni corsi che gli valsero la promozione a caporale capo pattuglia osservazione e collegamento nel corso del 1939.
All’atto dell’entrata in guerra dell’Italia, avvenuta il 10 giugno 1940, la 63ª Divisione fanteria "Cirene" era al comando del generale Carlo Spatocco, ed in forza alla 10ª Armata del generale Mario Berti. A partite dal 13 settembre la divisione fu impegnata nellinvasione dell’Egitto, avanzando fino a Sidi Barrani, e successivamente schierandosi a difesa del settore di Bug Bug. Nel mese di dicembre scattò la controffensiva inglese, che costrinse i reparti della divisione a ripiegare dapprima su Sollum e infine nella piazzaforte di Bardia. Il 3 gennaio 1941 i reparti corazzati inglesi del 7th Royal Tank Regiment lanciarono l’attacco finale su Bardia, ed egli cadde in combattimento  nel disperato tentativo di riavviare un collegamento telefonico interrotto. Per onorarne il coraggio du decretata la concessione della medaglia d'oro al valor militare alla memoria.